# Anastaise
Anastaise, ou Anastasie en français moderne, est une enlumineuse de manuscrit citée par la philosophe et poétesse Christine de Pizan (1364-vers 1430) comme l'une des plus douées de sa génération. Elle est active au début du XVe siècle à Paris où elle réalise des décors secondaires de manuscrits : marges, fonds de miniatures et lettrines.

## La citation de Christine de Pizan

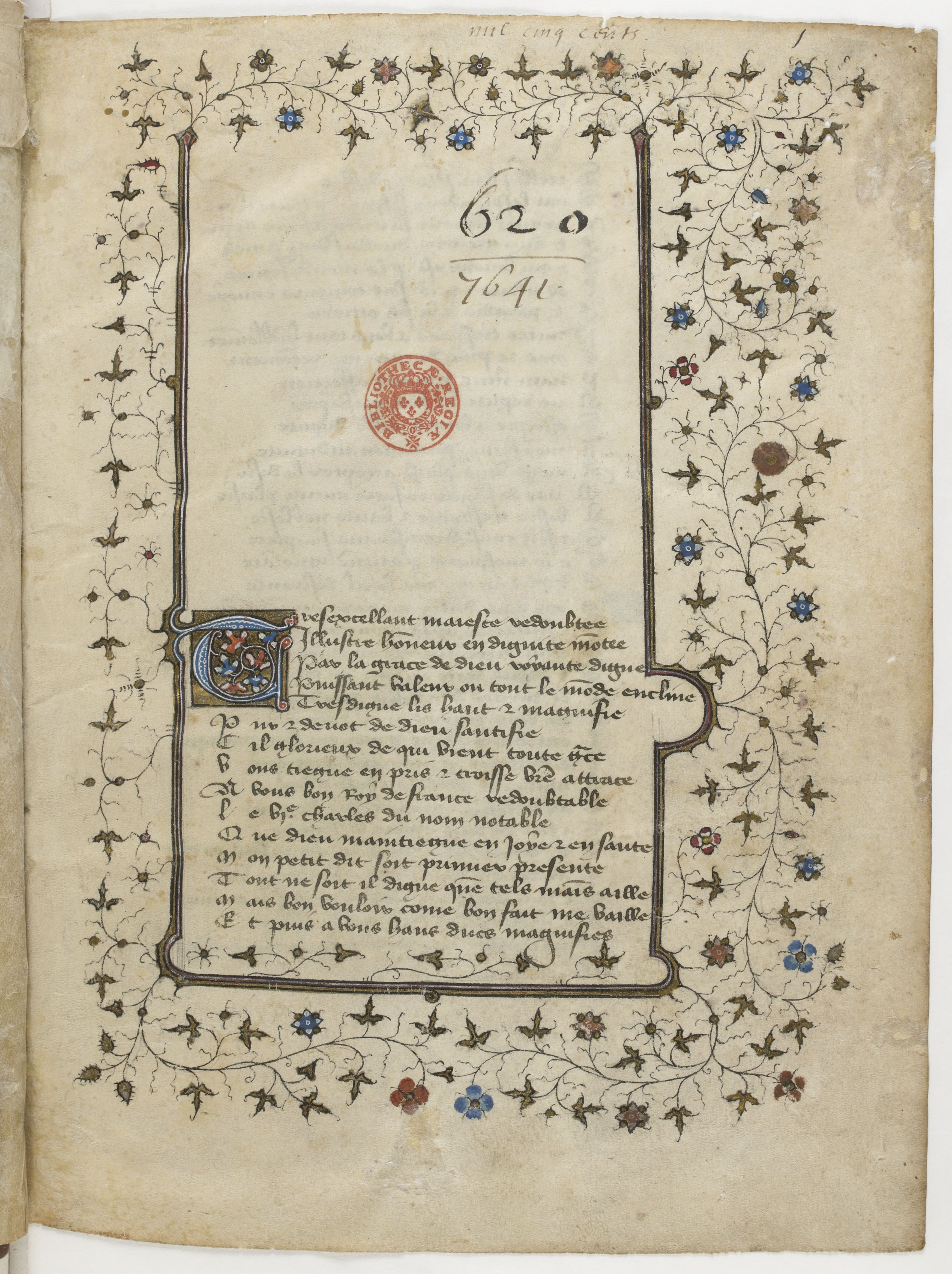
Feuillet d'un manuscrit du Chemin de longue étude de Christine de Pizan qui pourrait avoir été décoré par Anastaise, BNF, Fr.1643.

Dans un passage de la Cité des dames, Christine de Pizan cite une femme peintre célèbre de son temps qu'elle désigne sous le nom d'Anastaise, « experte et apprise a faire vigneteurres d’enlumineure en livres et champaignes d’istoires ». Elle signale qu'il s'agit d'une artiste très renommée dans la ville de Paris, que ses prestations coûtent très cher et qu'elle a eu l'occasion, à plusieurs reprises, de décorer des manuscrits pour elle. Elle est donc un enlumineur ornemaniste, chargée de la décoration secondaire des pages, c'est-à-dire des fonds colorés des miniatures (« champaignes d’istoires »), ainsi que des cadres (« vigneture ») et décors de lettrines (filigranes) faits de rinceaux et autres feuillages.
Il n'est pas possible de lui attribuer formellement des décors de manuscrits précis, mais elle est peut-être à l'origine des décors secondaires de certains des manuscrits que Christine de Pizan a fait réaliser à destination de plusieurs grands aristocrates de son temps : Le chemin de longue étude destiné à Louis Ier d'Orléans (BNF, Fr.1643) ou à Jean Ier de Berry (BNF, Fr.1188), L'Épître d'Othéa d'Agnès de Bourgogne (BNF, Fr.848), le Livre des faits et bonnes mœurs du sage roi Charles V pour Jean sans Peur (Fr.10153), L'advision Christine pour Jean de Berry (Fr.1176) ou encore La Cité des dames pour Jean sans Peur ou sa femme Marguerite de Bavière (Fr.24293). Elle a, à ces occasions, collaboré avec plusieurs enlumineurs de miniatures ayant travaillé pour Christine de Pizan comme le Maître de la Cité des dames, le Maître de l'Épître d'Othéa, le Maître du Couronnement de la Vierge. Ces derniers travaillaient fréquemment en étroite association avec un ou deux enlumineurs ornemanistes attitrés qui pouvaient être tout simplement leur femme.

## Postérité
Le nom de l'artiste se retrouve dans l'installation artistique The Dinner Party (1974-1979) de Judy Chicago dans l'aile II, associée à la convive Christine de Pizan.
Elle est évoquée dans l'une des premières études consacrées aux artistes femmes du Moyen Âge : Anastaise and Her Sisters: Women Artists of the Middle Ages par Dorothy Miner en 1974.